# Octobre 1889

## Événements
- 2 octobre : ouverture à Washington de la première conférence internationale des États américains. Les États-Unis proposent une sorte d’union douanière à l’échelle du continent. Les participants se séparent sur un échec, les États-Unis voulant interdire à tout le continent les produits européens. Les Latino-Américains, notamment les Argentins, soucieux de protéger leur souveraineté, n’acceptent que la création d’un Bureau commercial des Républiques américaines ;

- 4 octobre : ouverture de l'université de Fribourg.

- 6 octobre :
  - Paris (France) : ouverture du cabaret le Moulin-Rouge par Joseph Oller.
  - Hans Meyer et Ludwig Purtscheller font la première ascension du Kibo sur Kilimandjaro.

- 19 octobre : début du règne de Charles Ier, roi du Portugal (fin en 1908).

- 29 octobre : création de la British South Africa Chartered Company. La Grande-Bretagne délivre une charte à une compagnie dirigée par Cecil Rhodes l’autorisant à organiser la colonisation du Bechuanaland et des autres régions de l’Afrique du Sud.

## Naissances
- 7 octobre : Erich Büttner, peintre allemand († 7 septembre 1936).
- 8 octobre : Philippe Thys, coureur cycliste belge († 17 janvier 1971).
- 10 octobre : Han van Meegeren, peintre néerlandais († 30 décembre 1947).
- 13 octobre : Douglass Dumbrille, acteur.
- 20 octobre : Suzanne Duchamp-Crotti, peintre française († 1963).
- 25 octobre : Abel Gance, réalisateur français († 1981).
- 28 octobre : 
  - Juliette Béliveau, actrice québécoise († 26 août 1975).
  - Bessie Te Wenerau Grace, enseignante et éducatrice maorie néo-zélandaise († 20 juin 1944).

## Décès
- 6 octobre : Jules Dupré, peintre français (° 1811).
- 8 octobre : 
  - Chohachi Irie, plâtrier japonais (° 7 septembre 1815).
  - Johann Jakob von Tschudi, diplomate, explorateur et naturaliste suisse (° 1818).
- 11 octobre : James Prescott Joule, physicien britannique (° 1818).
- 19 octobre : Dom Luiz de Portugal, roi de Portugal de 1861 à 1889.
- 28 octobre : Alexander Morris, lieutenant-gouverneur du Manitoba.